# Риск (дольмен)

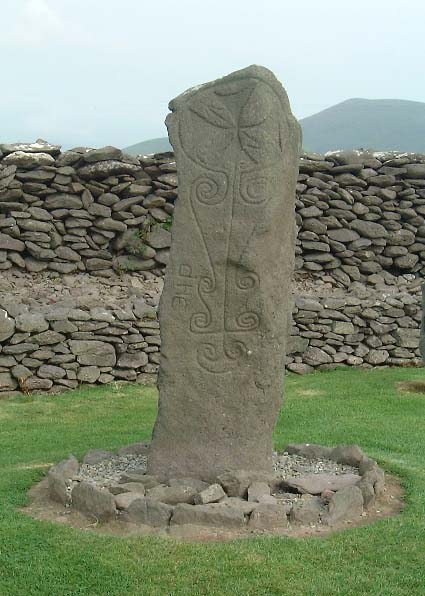
Дольмен Риск

Дольмен Риск (англ. Reask, ирл. Riasc) — разрушенная монастырская местность, расположенная в одном километре к востоку от Беллиферритера, графство Керри, Ирландия. Хотя ничего не осталось от самого здания, сохранились низкие стены и менгир, которые дают хорошее представление о расположении небольшого монастыря раннесредневекового периода.
В раскопках в 1970-х была найдена оратория, несколько каменных хижин, кладбище и около десяти украшенных каменных плит, одна из которых является особенно прекрасным образцом. Это столб 1,64 метра в высоту, 0,6 метра в ширину и 0,26 метров толщиной, украшенный округлым греческим крестом, который является завершением спирального узора. На сторонах креста расположены буквы 'DNE' — D(omi)ne — «Слава Господу». На других камнях, найденных у монастыря, изображёны: латинский крест; стилизованная птица; надпись DNO на одной стороне и DNI с другой.
После того, как оратория была заброшена, местность использовалась для захоронений детей. Некоторые из найденных артефактов представлены в музее Músaem Chorca Dhuibhne, расположенном неподалёку от Беллиферритера.
Местность является национальным памятником, находящимся на попечении государства.